# El Retiro, Siltepec
El Retiro är en ort i Mexiko.   Den ligger i kommunen Siltepec och delstaten Chiapas, i den sydöstra delen av landet, 800 km sydost om huvudstaden Mexico City. El Retiro ligger 1 058 meter över havet och antalet invånare är 246.
Terrängen runt El Retiro är kuperad västerut, men österut är den bergig. El Retiro ligger nere i en dal. Runt El Retiro är det ganska glesbefolkat, med 50 invånare per kvadratkilometer. Närmaste större samhälle är El Porvenir de Velasco Suárez, 19,8 km sydost om El Retiro. I omgivningarna runt El Retiro växer huvudsakligen savannskog.